# Селенид углерода
Селенид углерода — химическое неорганическое бинарное соединение. Состоит из двух элементов — углерода и селена. Химическая формула — CSe2.
Соединение представляет собой желто-оранжевую маслянистую жидкость с резким запахом; "тяжёлый" аналог сероуглерода (CS2). Светочувствительное соединение, нерастворимо в воде (H2O), но растворимо в органических растворителях.

## Синтез, структура и реакции
Диселенид углерода представляет собой линейную молекулу с операцией симметрии D∞h. Производится путём взаимодействия порошкообразного селена с дихлорметановыми парами при температуре около 550 °C:
{\displaystyle {\mathsf {2Se+CH_{2}Cl_{2}\rightarrow CSe_{2}+2HCl}}}
Первым об этом сообщили Гримм и Мецгер, который приготовил его, соединяя селенид водорода с углеродом в горячей трубе.
Как и дисульфиды углерода, углекислый диселенид полимеризуется под высоким давлением. Структура полимера соединяется попеременно —[Se-C(=Se)-C(=Se)-Se]—. Полимер является полупроводником при комнатной температуре; проводимость равна 50 S/см.
Кроме того, селенид углерода является предшественником тетраселенфульваленов — аналог тетратиофульвален, которые могут в дальнейшем использоваться для синтеза органических проводников и органических сверхпроводников.
Селенид углерода реагирует с вторичными аминами давая диалкидиселенокарбаматы:
{\displaystyle {\mathsf {2Et_{2}NH+CSe_{2}\rightarrow (Et_{2}NH_{2})^{+}(Et_{2}NCSe_{2})^{-}}}}

## Безопасность
Селенид углерода имеет высокое давление паров. Он весьма токсичен и представляет опасность при ингаляции. Может быть опасен из-за легкости транспортировки мембраной. Он медленно разлагается при хранении (около 1 % в месяц при −30 °C). При получении на коммерческой основе его стоимость, как правило, высока.
В смеси с воздухом CSe2 дает «крайне отвратительную смесь, постепенно формирующуюся». Он настолько вонюч, что люди из соседней деревни вынуждены были спасаться, когда он был впервые синтезирован в 1936 году. Вонь может быть нейтрализована с помощью отбеливателя. Из-за его запаха были разработаны синтетические методы получения.